# Diego Rolán
Diego Alejandro Rolán Silva (Montevideo, 1993. március 24. –) afrikai származású uruguayi labdarúgó, a spanyol Deportivo de La Coruña csatára.